# Garichtisee
Der Garichtisee (auch Mettmensee genannt) ist ein Stausee auf der Mettmenalp oberhalb Schwanden im Schweizer Kanton Glarus.
Der See liegt auf 1622 m ü. M. im ältesten Wildschutzgebiet Europas, dem Freiberg Kärpf.

## Geschichte
Der Stausee wurde zwischen 1929 und 1931 errichtet und wird zur Stromgewinnung genutzt. Das Wasser wird über einen ca. 3900 m langen Druckstollen und eine anschliessende Druckleitung hinunter zum Kraftwerk Sernf-Niederenbach der SN Energie AG in Schwanden auf 534 m ü. M. geführt. Das Kraftwerk produziert jährlich rund 130 Mio. kWh Strom.
Der See wird durch zwei Staumauern gestaut. Die Hauptmauer am Nordwestufer hat eine Höhe von 42 m und eine Kronenlänge von 229,3 m. Die Nebenmauer am Nordostufer ist weniger hoch (18,25 m), aber länger (Kronenlänge von 254,2 m).

## Zugang
Vom Weiler Kies im Niederental aus führt eine Luftseilbahn auf 1600 m ü. M. zum Garichtisee.

## Wanderwege
Der See kann auf einem Wanderweg in rund 45 Minuten umrundet werden. Er bietet sich zudem an als Ausgangspunkt für Wanderungen zur Leglerhütte, zum Wildmadfurggeli (Übergang zum Ämpächli oberhalb Elm) oder zum Berglimattsee (Übergang nach Matt).

## Einzelnachweise

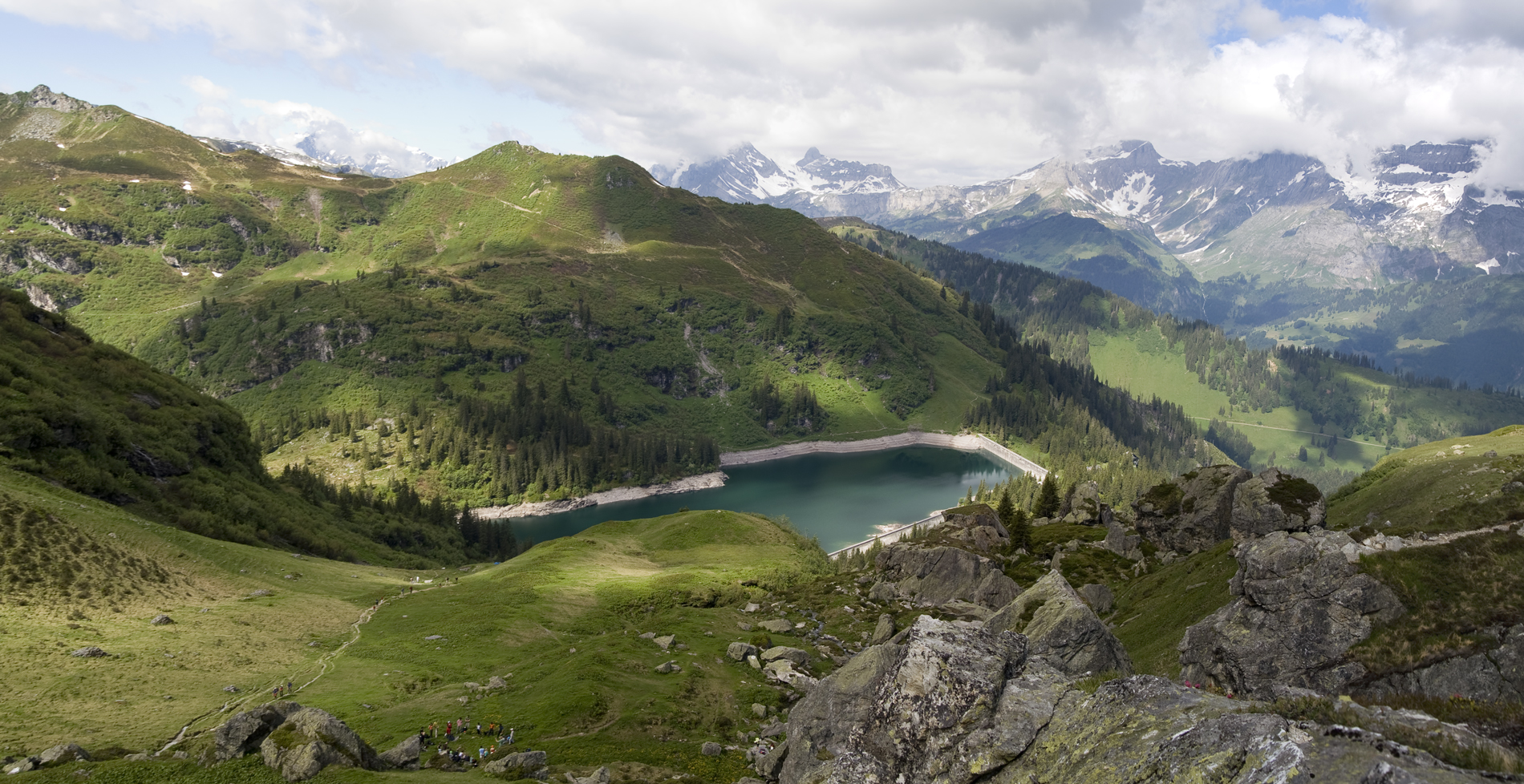
Garichtisee, Blick von Osten